# Djurtjuli
Djurtjuli (in baschiro Dyrtöjle) è una città della Russia europea centro-orientale (Repubblica Autonoma della Baschiria).
Sorge sul fiume Belaja, 126 km a nordovest della capitale Ufa; è il capoluogo amministrativo del rajon Djurtjulinskij.